# Anodenschlamm
Anodenschlamm ist ein wertvolles Koppelprodukt bei der Metallherstellung, vor allem bei der Herstellung von Kupfer und Silber.
Er entsteht bei der elektrolytischen Raffination der Rohprodukte dieser Metalle. Bei der Raffination wird das Rohprodukt immer als Anode, ein Stück reines Metall als Kathode geschaltet. Bei der Elektrolyse gehen das zu verarbeitende Metall und alle unedleren Bestandteile in Lösung. Alle edleren Bestandteile bleiben fest und fallen unter die Elektrode. Dort bilden sie einen Niederschlag, den Anodenschlamm. In ihm sind meist viele Edelmetalle wie Gold und Platin enthalten. Anodenschlamm ist damit eine wichtige Vorstufe für die Gewinnung von Edelmetallen.